# Andrzej Woźniak (1915–1947)
Andrzej Marian Woźniak (ur. 7 marca 1915 w Krakowie, zm. 23 października 1947 tamże) – sierżant pilot Polskich Sił Powietrznych , piłkarz Wisły Kraków.

## Życiorys
Był bratem Artura. Grał głównie w rezerwach Wisły Kraków, na prawej obronie – w pierwszym zespole zaliczył zaledwie trzy mecze.

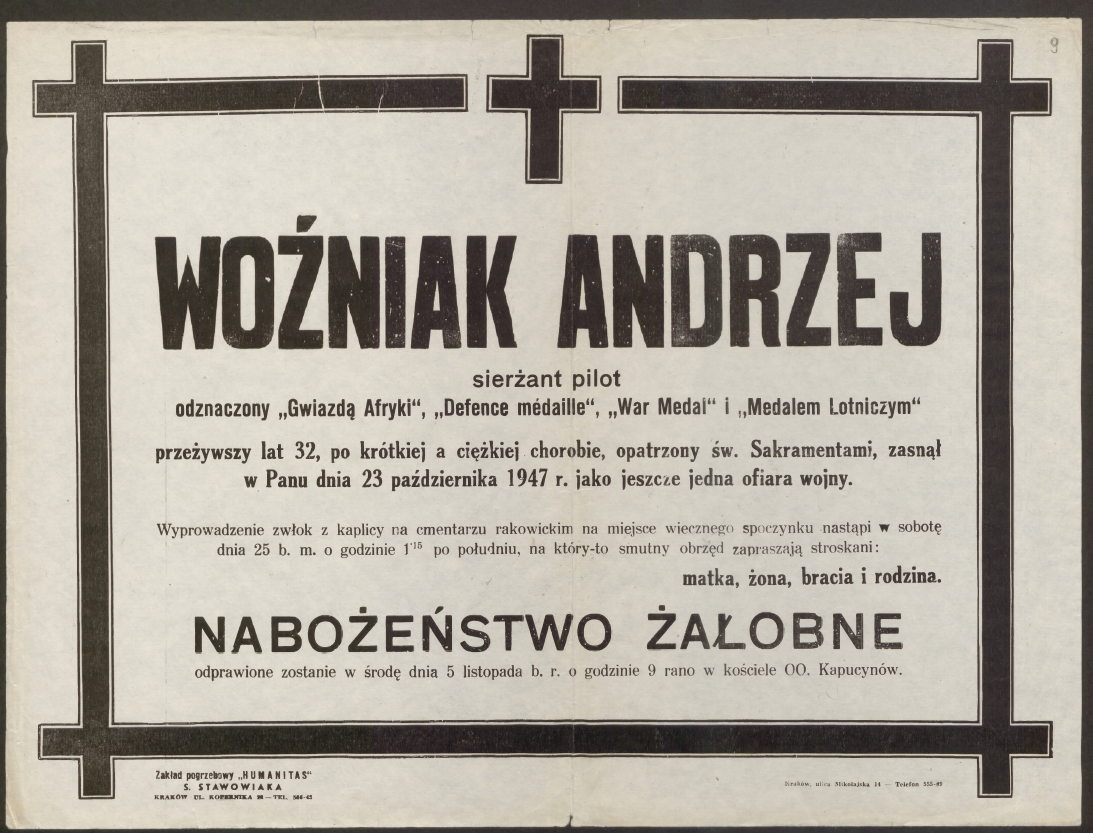
Nekrolog Andrzeja Woźniaka

W czasie II wojny światowej służył w Polskich Siłach Powietrznych, miał numer służbowy RAF 793160. Był pilotem w 300 Dywizjonie Bombowym Ziemi Mazowieckiej. Po demobilizacji w 1947 roku powrócił do Polski. Zmarł 23 października 1947 r., został pochowany na cmentarzu Rakowickim.

## Odznaczenia
- Medal Lotniczy – trzykrotnie[4],
- Africa Star,
- Defence Medal,
- War Medal 1939–1945.